# 森崎はるか
森崎 はるか（もりさき はるか、1995年7月14日 - ）は、日本の女優、タレント。LIBERA所属。千葉県出身。

## 人物
2019年4月、『ヤングマガジン』20号にてグラビアデビュー。2019年秋公開の映画『シネマの国』では主演を務めた。
2023年4月28日、Pocochaでの配信を開始。
目標はS帯になり、広告イベントで1位を取ること。
性格はマイペース。
趣味は美容研究、飼い猫9匹と触れ合うこと、お菓子作り、ゴルフ、インテリア集め。
特技は浴衣の着付け、イラスト、どら焼き作り、1cmの鶴折り。
好きなゲームは、スプラトゥーン、PUBGモバイル。好きなジャンルは、簡単な暇つぶしゲーム、格闘ゲーム。
好きな食べ物は、シメサバ、寿司、ホルモン、基本なんでも好き。

## 出演

### テレビドラマ
- ブラックリベンジ（2017年10月5日 - 12月8日、読売テレビ・日本テレビ）- 友人役
- 僕たちがやりました（2017年7月18日 - 9月19日、関西テレビ・フジテレビ）- ホステス役

### 映画
- シネマの国（2020年）- 主演

### テレビ番組
- ゲーム★マニアックス（2019年3月 - 2020年7月 、アニマックス）
- オザワナイト（2019年5月17日・24日、TBS）
- キスマイ超BUSAIKU!?（2019年7月1日 - 、フジテレビ）マイコ役として不定期出演